# Etrich Taube
El Rumpler Taube es un avión construido en masa por Alemania antes de la Primera Guerra Mundial. Este avión cumplía varias misiones militares como caza y bombardero. También se usó como búsqueda y rescate y como vector de entrenamiento. Voló por primera vez en 1910 hasta el comienzo de la Primera Guerra Mundial.

## Desarrollo e historia

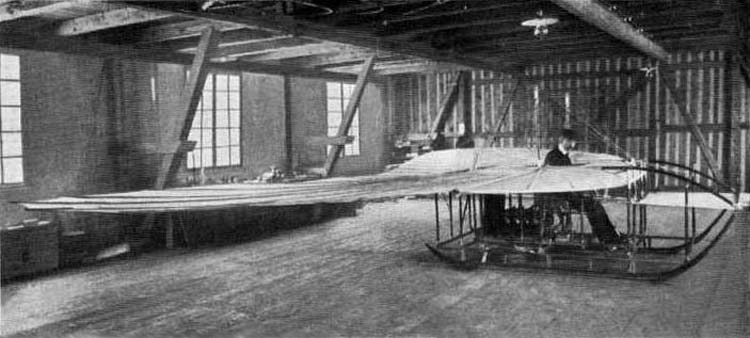
Prototipo Etrich Taube de 1907

El Rumpler Taube fue diseñado y desarrollado en Austria por Igo Etrich. Durante su primer vuelo fue llamado Etrich Taube. Se otorgaron licencias de fabricación a la firma austriaca Jacob Lohner Werke und Co en Viena, y a la alemana  E. Rumpler Luftfahrzeugbau, esta última no produjo menos de 60 aviones Taube en 1912. Durante la I Guerra Mundial, en agosto de 1914, continuó la construcción y desarrollo del monoplano Taube, hasta el punto que los muchos aviones Rumpler —por ese entonces en servicio— estaban mejor considerados que los originales de Etrich Taube. Luego fue conocido como Rumpler-Taube.
El avión fue muy popular en las nacientes fuerzas aéreas de Alemania, Italia y el Imperio austrohúngaro.

## Variantes
- Albatros Taube, por Albatros Flugzeugwerke
- Albatros Doppeltaube, Versión biplano Albatros Flugzeugwerke
- Aviatik Taube
- DFW Stahltaube, conocido comoStahltaube, con bastidores en aluminio
- Etrich Taube, producido por Igo Etrich
- Gotha Taube, versión construida por Gothaer Waggonfabrik
- Harlan Pfeil Taube
- Halberstadt Taube III
- Jeannin Taube, conocido como Jeannin Stahltaube, con bastidores en aluminio
- Kondor Taube
- Luedemann Taube
- RFG Taube, producido por - und Industrieflug GmbH (RFG)
- Roland Taube
- Rumpler-Taube, producido por E. Rumpler Luftfahrzeugbau GmbH
- Rumpler Delfin-Taube, conocido como Rumpler Kabinentaube "Delfín", con cabina cubierta, producido por Edmund Rumpler, Luftfahrzeugbau

## Especificaciones

### Características generales
- Tripulación: 1-2
- Longitud: 9,9 m (32,5 ft)
- Envergadura: 14,3 m (46,9 ft)
- Altura: 3,2 m (10,5 ft)
- Superficie alar: 32,5 m² (349,8 ft²)
- Peso vacío: 650 kg (1432,6 lb)
- Peso cargado: 850 kg (1873,4 lb)
- Planta motriz: 1× Motor en línea Mercedes Typ E4F.
  - Potencia: 64 kW (88 HP; 87 CV)

### Rendimiento
- Velocidad máxima operativa (Vno): 100 km/h (62 MPH; 54 kt)
- Alcance: 140 km (76 nmi; 87 mi)
- Techo de vuelo: 2000 m (6562 ft)

### Armamento
- Armas de proyectiles: Rifles o Revólver
- Bombas: Bombas de mano

## Usuarios
- Imperio austrohúngaro.
- Alemania.
- Italia.